# 赵席珍
赵席珍（Rémy Isoré，1852年1月22日—1900年6月19日）罗马天主教传教士、耶稣会会士，庚子事变中在中国直隶省武邑县殉道。中华殉道圣人。

## 生平
1852年1月22日，赵席珍出生于法国北部省的朋伯克，他的父亲是一位小学教师，一个弟弟是神父，一个妹妹是仁爱会修女。幼年时，本堂神父见其虔诚，便教他拉丁文，希望他长大后也成为神父。19岁时，他进入康布雷大修院。两年后，任教于鲁贝的小学。1875年11月20日加入耶稣会。
赵席珍要求前往赞比亚传教，却被派往中国。1882年，他来到直隶省献县，继续学习神学，于1886年7月31日，与任德芬同时在献县张庄耶稣圣心主教座堂晋升神父。此后他任教于张家庄公学。1897年出任广平府总铎，驻扎威县赵家庄。1900年庚子事变中，与路懋德神父6月19日同时在武邑天主堂内殉道。

## 宣福与封圣
1955年4月17日，教宗庇护十二世包括他在内的河北省55位殉道者同时立为真福。2000年10月1日，教宗若望保禄二世将包括他在内的120位中华殉道真福宣为圣人。纪念日为7月9日。 （页面存档备份，存于）